# Beatrice Grimshaw
Beatrice Ethel Grimshaw (* 3. Februar 1870 in Cloona House bei Dunmurry, County Antrim; † 30. Juni 1953 in Kelso, Vorort von Bathurst) war eine australische Schriftstellerin mit irischen Wurzeln.

## Leben
Grimshaw entstammte einer sehr wohlhabenden und gläubigen Familie, die der Church of Ireland angehörte. Sie war die Tochter des Kaufmanns Nicholas William Grimshaw und dessen Ehefrau Eleanor Thomson, geb. Newsam. Ihren ersten Unterricht bekam sie durch Hauslehrer und kam später auf die Grammar School des Victoria College in Belfast. Für einige Zeit schickte man sie auf ein Internat nach Caen (Département Calvados). Mit 17 Jahren besuchte sie ab 1887 das Bedford College (University of London) und wechselte 1890/91 auf die Queens University nach Belfast.
Grimshaw erreichte keinen Abschluss und schloss kein Studium ab. Sie sah sich selbst als „liberated new woman“ und als Anhängerin von Emmeline Pankhurst stand sie auch den Suffragetten nahe. 1891 ging Grimshaw nach Dublin und begann dort als Journalistin zu arbeiten. Als weiteres Zeichen ihrer Unabhängigkeit konvertierte sie 1894 zum katholischen Glauben.
Die erste Zeit in Dublin arbeitete sie als unabhängige Journalistin und machte dabei u. a. die Bekanntschaft von Richard Mecredy (1861–1924), dem Chefredakteur der Zeitschrift „Irish Cyclist“ und begeisterten Radrennfahrer. Mit ihren Reportagen und Berichten konnte sie ihn überzeugen und 1893 engagierte er sie als Mitherausgeberin. Parallel verfasste sie Auftragsarbeiten für verschiedene Schifffahrtslinien und begann in dieser Zeit auch mit ersten literarischen Werken. 1897 erschien ihr erster Roman „Broken away“, der sofort ein finanzieller Erfolg wurde.
1902 wurde sie von der Cunard Steamship Company Ltd. abgeworben und fungierte in Liverpool als deren Publicity Manager. Bereits ein Jahr später kündigte Grimshaw und ging nach London zur Zeitschrift Daily Graphic. Für diese Zeitschrift verfasste sie 1904/05 ausführliche Reiseberichte und Reportagen von den Cookinseln, Fidschi, Neuseeland, Niue, Samoa und Tonga. Sie kehrte nach London zurück, wurde aber bald schon für ähnliche Berichte von den Tageszeitungen The Times (London) und The Sydney Morning Herald (Sydney) engagiert.
Mitte 1907 segelte sie nach Papua-Neuguinea, um für zwei bis drei Monate Land und Leute zu erkunden. Letztendlich wurden es beinahe 27 Jahre. Grimshaw ließ sich in Port Moresby nieder, wo sie wiederum für die Presse arbeitete und auch einige Berichte nach England und Australien schickte. Neben ihrem Brotberuf entstand mit den Jahren aber auch ein eigenständiges literarisches Werk von über 40 Bänden.
Zwischen 1917 und 1922 führte Grimshaw erfolgreich eine Plantage in Samarai (Milne Bay Province). Anschließend schloss sie sich einer Expedition an, die 1923 den Kaiserin-Augusta-Fluss erforschte. Drei Jahre später führte sie dann selbst eine Expedition an, um den Fly River zu erforschen. Die Eindrücke beider Expeditionen brachte sie später in ihren Romanen mit ein.
1933 ließ sich ihr Bruder Ramsay ebenfalls in Papua-Neuguinea nieder und begann zusammen mit ihr in der Nähe von Port Moresby Tabak anzupflanzen. Diese Plantage ging bereits im darauffolgenden Jahr Konkurs. Grimshaw besuchte noch im selben Jahr zusammen mit ihrem Bruder Fidschi, Samoa und Tonga. Zwei Jahre später ließen sie sich dann in Kelso nahe Bathurst in New South Wales nieder.
Mit 83 Jahren starb Grimshaw 1953 in Kelso und fand auf dem Bathurst Cemetery ihre letzte Ruhestätte.

## Werke (Auswahl)
Romane
- Broken away. 1987.
- Island of adventure.
- Con of the coral sea. 1922.

Sachbuch
- The new New Guinea. 1910.

## Verfilmung
- Norman Dawn (Regie): Adorable outcast. AUS 1928 (nach „Conn of the Coral sea“)